# Нинбо Хуаао
«Нинбо Хуаао» (кит. 宁波华奥) — бывший китайский футбольный клуб из провинции Чжэцзян, город Нинбо, выступавший в третьей по значимости китайской лиге.

## История
Футбольный клуб «Нинбо Хуаао» был основан в 2006 году и с этого периода начал выступать в третьей по значимости китайской лиге. В дебютном сезоне дошел до стадии плей-офф, однако был выбит в четвертьфинальной стадии командой Пекинского технологического с общим счётом 7-1. В 2008 году клуб подписал партнерское соглашение сроком на три года с американским клубом «Ди Си Юнайтед». 
Команда неизменно попадала в серию плей-офф каждый год, однако уступал и не получал повышения в классе. В сезона 2009 года команда была объединена с другим клубом второй лиги, «Сучжоу Трипс», однако это не помогло ей выйти в первую лигу. В итоге клуб был расформирован.

## Изменения логотипа

2006—2008
2008—2009

## Достижения
- На конец сезона 2009 года

Достижения по сезонам
| Сезон    | 2006 | 2007 | 2008 | 2009 |
| -------- | ---- | ---- | ---- | ---- |
| Дивизион | 3    | 3    | 3    | 3    |
| Место    | 41   | 51   | 71   | 61   |

- ↑ :  на групповом этапе